# The Dark Element
The Dark Element ist eine schwedisch-finnische Symphonic-Metal-Band. Gründer der Band sind Sängerin Anette Olzon (ex-Nightwish) und Jani Liimatainen (ex-Sonata Arctica).

## Bandgeschichte
Nach ihrem Split mit Nightwish versuchte sich Anette Olzon zunächst als Popsängerin und veröffentlichte das Soloalbum Shine. Jani Liimatainen und Sonata Arctica gingen seit 2007 getrennte Wege. Liimatainen gründete daraufhin Cain’s Offering. Die Plattenfirma Frontiers Music machte Liimatainen ein Angebot für ein neues Album. Da er Olzons Stimme immer sehr mochte, fragte er bei ihr an, ein gemeinsames Projekt zu starten. Hinzu kamen noch Jonas Kuhlberg (Bass) und Jani Hurula (Schlagzeug). Bereits im November 2017 erschien ihr Debütalbum The Dark Element. Als Gastsänger beteiligte sich Niilo Sevänen von Insomnium am Stück Dead to Me.
Am 8. November 2019 erschien schließlich das zweite Album Songs the Night Sings, ebenfalls wieder über Frontiers Music. Nachdem Hurula die Band verlassen hatte, ist nun Rolf Pilve von Stratovarius Schlagzeuger.

## Musikstil
Musikalisch lehnt sich die Gruppe stark an Nightwish an. Es handelt sich um melodischen Symphonic Metal, wobei das zweite Album etwas härter ausgefallen ist, als das erste.

## Diskografie
| Jahr | Titel                 | Höchstplatzierung, Gesamtwochen, AuszeichnungChartplatzierungen (Jahr, Titel, Platzierungen, Wochen, Auszeichnungen, Anmerkungen) | Höchstplatzierung, Gesamtwochen, AuszeichnungChartplatzierungen (Jahr, Titel, Platzierungen, Wochen, Auszeichnungen, Anmerkungen) | Anmerkungen                             |
| Jahr | Titel                 | CH | FI | Anmerkungen                             |
| ---- | --------------------- | --- | --- | --------------------------------------- |
| 2017 | The Dark Element      | CH94 (1 Wo.)CH | FI43 (1 Wo.)FI | Erstveröffentlichung: 10. November 2017 |
| 2019 | Songs the Night Sings | CH79 (1 Wo.)CH | FI31 (2 Wo.)FI | Erstveröffentlichung: 8. November 2019  |